# اس‌اس جرجینا
اس‌اس جرجینا (به انگلیسی: SS Georgiana) یک کشتی بود که طول آن ۲۰۵ فوت ۶ اینچ (۶۲٫۶۴ متر) بود. این کشتی در سال ۱۸۶۳ ساخته شد.